# A Liverpool FC 2020–2021-es szezonja
A Liverpool FC 2020–2021-es szezonja a csapat 129. idénye a csapat fennállása óta, sorozatban 58. az angol első osztályban.
A szezon első tétmérkőzésén a londoni Arsenal FC-vel játszottak az angol szuperkupáért. Az 1–1-es rendes játékidő után közvetlenül tizenegyespárbaj következett, amelyet az előző szezon FA-kupa-győztese, az Arsenal nyert meg 5–4-re.
A bajnokságban címvédőként szerepeltek, a 2021. május 23-ai utolsó fordulót követően végül a Manchester City FC és a Manchester United FC mögött a harmadik helyen végeztek. Ezzel a Bajnokok Ligája 2021–22-es kiírásában a csoportkörbe jutottak.
A Ligakupában a 3. körben a Lincoln City FC csapatát 7–2-re győzték le. A 4. körben a Szuperkupa után ismét az Arsenal FC-vel játszottak. A 0–0-s rendes játékidő után közvetlenül tizenegyespárbaj következett, amelyet az Arsenal nyert meg, ismét 5–4-re.
Az angol kupában (FA-kupa) a 3. körben 1–4-re győztek az Aston Villa FC otthonában. A 4. körben a Manchester United FC volt az ellenfél, akiktől 3–2-re kikaptak.
A Bajnokok ligájában angol bajnokként a csoportkörben indulhattak. A D jelű csoportban a holland bajnok AFC Ajax, az olasz 3. Atalanta BC és a dán bajnok FC Midtjylland voltak az ellenfelek.
A Liverpool csoportelsőként jutott tovább az egyenes kieséses szakaszba, ahol a nyolcaddöntő párosításban a német 3. RB Leipzig csapatával találkoztak február és március folyamán. A koronavírus-járvány miatt mindkét mérkőzést a budapesti Puskás Arénában rendezték meg nézők nélkül, mindkettőt a Liverpool nyerte meg 2–0-ra.
A negyeddöntőben a Liverpool ellenfele a Real Madrid CF, először április 6-án találkoztak Madridban, ahol a hazai csapat nyert 3–1-re. A kétmérkőzéses párharc visszavágója április 14-én 0–0 lett, így a Real Madrid jutott tovább az elődöntőbe, ahol az ellenfél az FC Portót legyőző Chelsea FC volt.

## Mezek
| Hazai mez | Hazai kapusmez |

| Idegenbeli mez | Alternatív kapusmez |

| Harmadik számú mez |

## Játékoskeret
Utolsó módosítás: 2021. április 13.
*A félkövérrel jelzett játékosok pályára léptek tétmérkőzésen a szezon során.
**A dőlttel jelzett játékosokat nevezték tétmérkőzésre a szezon során.
| #             | Név                     | Nemzetiség    | Poszt                       | Születési idő (kor)           | Érték (€)   | Megjegyzés                                                        |
| Kapusok       | Kapusok                 | Kapusok       | Kapusok                     | Kapusok                       | Kapusok     | Kapusok                                                           |
| ------------- | ----------------------- | ------------- | --------------------------- | ----------------------------- | ----------- | ----------------------------------------------------------------- |
| 1             | Alisson Becker          | V             | kapus                       | 1992. október 2. (27 éves)    | 72 000 000  |                                                                   |
| 13            | Adrián                  | Spanyolország | kapus                       | 1987. január 3. (33 éves)     | 4 000 000   |                                                                   |
| 62            | Caoimhín Kelleher       | Írország      | kapus                       | 1998. november 23. (21 éves)  | 900 000     |                                                                   |
|               | Marcelo Pitaluga        | Brazília      | kapus                       | 1998. november 23. (17 éves)  |             | 2020. október 8-án igazolt a Liverpoolhoz                         |
| Védők         |                         |               |                             |                               |             |                                                                   |
| 4             | Virgil van Dijk         | V             | középhátvéd                 | 1991. július 8. (28 éves)     | 80 000 000  | 2020. október 17-től sérült                                       |
| 12            | Joe Gomez               | V             | közép-/szélső hátvéd        | 1997. május 23. (23 éves)     | 33 500 000  | 2020. november 11-től sérült                                      |
| 19            | Ozan Kabak              | V             | középhátvéd                 | 2000. március 25. (20 éves)   | 29 000 000  | 2021. február 1-től kölcsönben a Schalke 04-től                   |
| 21            | Konsztandínosz Cimíkasz | V             | balhátvéd                   | 1996. május 12. (24 éves)     | 3 500 000   |                                                                   |
| 26            | Andrew Robertson        | V             | balhátvéd, balszélső        | 1994. március 11. (26 éves)   | 64 000 000  |                                                                   |
| 28            | Ben Davies              | Anglia        | középhátvéd                 | 1995. augusztus 11. (24 éves) | 2 400 000   | 2021. február 1-jén igazolt a Liverpoolhoz                        |
| 32            | Joël Matip              | V             | középhátvéd                 | 1991. augusztus 8. (28 éves)  | 32 000 000  |                                                                   |
| 46            | Rhys Williams           | Anglia        | középhátvéd                 | 2001. február 3. (19 éves)    | 5 000 000   |                                                                   |
| 47            | Nathaniel Phillips      | Anglia        | középhátvéd                 | 1997. március 21. (23 éves)   | 5 000 000   |                                                                   |
| 66            | Trent Alexander-Arnold  | V             | jobbhátvéd, jobbszélső      | 1998. október 7. (21 éves)    | 99 000 000  |                                                                   |
| 76            | Neco Williams           | V             | jobbhátvéd                  | 2001. április 13. (19 éves)   | 4 000 000   |                                                                   |
| 89            | Billy Koumetio          | Franciaország | középhátvéd                 | 2002. november 14. (17 éves)  |             |                                                                   |
| Középpályások |                         |               |                             |                               |             |                                                                   |
| 3             | Fabinho                 | V             | középpályás                 | 1993. október 23. (26 éves)   | 56 000 000  |                                                                   |
| 5             | Georginio Wijnaldum     | V             | középpályás                 | 1990. november 11. (29 éves)  | 40 000 000  |                                                                   |
| 6             | Thiago Alcântara        | V             | középpályás                 | 1991. április 11. (29 éves)   | 48 000 000  | 2020. szeptember 18-án igazolt a Liverpoolhoz                     |
| 7             | James Milner            | V             | szélső/védekező középpályás | 1986. január 4. (34 éves)     | 6 500 000   |                                                                   |
| 8             | Naby Keïta              | V             | védekező középpályás        | 1995. február 10. (25 éves)   | 33 500 000  |                                                                   |
| 14            | Jordan Henderson        | V             | középpályás                 | 1990. június 17. (30 éves)    | 28 000 000  |                                                                   |
| 15            | Alex Oxlade-Chamberlain | V             | támadó/szélső középpályás   | 1993. augusztus 15. (26 éves) | 28 000 000  |                                                                   |
| 16            | Marko Grujić            | Szerbia       | középpályás                 | 1996. április 13. (24 éves)   | 14 500 000  | 2020. október 6-tól a Portónál kölcsönben                         |
| 17            | Curtis Jones            | Anglia        | támadó középpályás          | 2001. január 30. (19 éves)    | 1 800 000   |                                                                   |
| 23            | Xherdan Shaqiri         | V             | támadó/szélső középpályás   | 1991. október 10. (28 éves)   | 16 000 000  |                                                                   |
| 58            | Ben Woodburn            | V             | középpályás                 | 1999. október 15. (20 éves)   | 3 000 000   | 2020. október 16-tól 2021. január 18-ig a Blackpoolnál kölcsönben |
| 59            | Harry Wilson            | V             | középpályás                 | 1997. március 22. (23 éves)   | 17 500 000  | 2020. október 16-tól a Cardiff Citynél kölcsönben                 |
| 65            | Leighton Carlston       | Anglia        | középpályás                 | 2001. október 19. (18 éves)   |             |                                                                   |
| 67            | Harvey Elliott          | Anglia        | középpályás                 | 2003. április 4. (17 éves)    | 3 600 000   | 2020. október 16-tól a Blackburn Roversnél kölcsönben             |
| Támadók       |                         |               |                             |                               |             |                                                                   |
| 9             | Roberto Firmino         | V             | csatár                      | 1991. október 2. (28 éves)    | 72 000 000  |                                                                   |
| 10            | Sadio Mané              | V             | bal oldali csatár           | 1992. április 10. (28 éves)   | 120 000 000 |                                                                   |
| 11            | Mohamed Szaláh          | V             | jobb oldali csatár          | 1992. június 15. (28 éves)    | 120 000 000 |                                                                   |
| 18            | Minamino Takumi         | V             | szélső támadó               | 1995. január 16. (25 éves)    | 10 000 000  | 2021. február 1-től a Southamptonnál kölcsönben                   |
| 20            | Diogo Jota              | V             | bal oldali csatár           | 1996. december 4. (23 éves)   | 28 000 000  | 2020. szeptember 18-án igazolt a Liverpoolhoz                     |
| 24            | Rhian Brewster          | V             | csatár                      | 2000. április 1. (20 éves)    | 5 400 000   | 2020. október 2-án a Sheffield Unitedhez igazolt                  |
| 27            | Divock Origi            | V             | középcsatár                 | 1995. április 18. (25 éves)   | 16 000 000  |                                                                   |

## Felkészülés
A felkészülési időszak (előszezon) a koronavírus-járvány miatt elhúzódott előző szezon miatt rövidebb volt, a Liverpool két barátságos mérkőzést játszott, ebből kettőt Ausztriában. A német újonc VfB Stuttgartot 3–0-ra győzték le, az osztrák bajnok és kupagyőztes FC Red Bull Salzburg ellen pedig 2–2-t értek el. Szeptember elején az angol harmadosztályú Blackpool FC ellen játszották a harmadik találkozót, amely 7–2 lett.

### Mérkőzések
| 2020. augusztus 22. 18:00 (CEST, UTC+2) |

| Liverpool | 3 – 0   | Stuttgart |
| --------- | ------- | --------- |
|           | (2 – 0) |           |

| Kitzbühel (Ausztria) |

| 2020. augusztus 25. 16:00 (CEST, UTC+2) |

| Red Bull Salzburg | 2 – 2   | Liverpool |
| ----------------- | ------- | --------- |
|                   | (2 – 0) |           |

| Wals-Siezenheim (Ausztria) |

| 2020. szeptember 5. 16:00 (CEST, UTC+2) |

| Liverpool | 7 – 2   | Blackpool |
| --------- | ------- | --------- |
|           | (1 – 2) |           |

| Anfield (Anglia) |

| 2020. augusztus 22. 18:00 (CEST, UTC+2) |

| Liverpool | 3 – 0   | Stuttgart |
| --------- | ------- | --------- |
|           | (2 – 0) |           |

| Kitzbühel (Ausztria) |

| 2020. augusztus 25. 16:00 (CEST, UTC+2) |

| Red Bull Salzburg | 2 – 2   | Liverpool |
| ----------------- | ------- | --------- |
|                   | (2 – 0) |           |

| Wals-Siezenheim (Ausztria) |

| 2020. szeptember 5. 16:00 (CEST, UTC+2) |

| Liverpool | 7 – 2   | Blackpool |
| --------- | ------- | --------- |
|           | (1 – 2) |           |

| Anfield (Anglia) |

## Versenysorozatok
Utolsó elszámolt mérkőzés dátuma: 2021. május 23.

### Összegzés
| Premier League  | 38 | 20 | 9 | 9 | 68–42 | +26 | —          | 3.          | 2020.09.12. | 2021.05.23. |
| FA-kupa         | 2  | 1  | 0 | 1 | 6–4   | +2  | 3. kör     | 4. kör      | 2021.01.09. | 2021.01.24. |
| Ligakupa        | 2  | 1  | 1 | 0 | 7–2   | +5  | 3. kör     | 4. kör      | 2020.09.24. | 2020.10.01. |
| Szuperkupa      | 1  | 0  | 1 | 0 | 1–1   | 0   | döntős     | döntős      | 2020.08.29. | 2020.08.29. |
| Bajnokok Ligája | 10 | 6  | 2 | 2 | 15–6  | +9  | csoportkör | negyeddöntő | 2020.10.21. | 2021.04.14. |

### Bajnokság

#### Tabella
| Hely. | Csapat                     | M  | Gy | D  | V  | G+ | G– | Gk  | P  | Továbbjutás vagy kiesés            |
| ----- | -------------------------- | -- | -- | -- | -- | -- | -- | --- | -- | ---------------------------------- |
| 1.    | Manchester City (B)        | 38 | 27 | 5  | 6  | 83 | 32 | +51 | 86 | Bajnokok Ligája-csoportkör         |
| 2.    | Manchester United          | 38 | 21 | 11 | 6  | 73 | 44 | +29 | 74 | Bajnokok Ligája-csoportkör         |
| 3.    | Liverpool CV               | 38 | 20 | 9  | 9  | 68 | 42 | +26 | 69 | Bajnokok Ligája-csoportkör         |
| 4.    | Chelsea                    | 38 | 19 | 10 | 9  | 58 | 36 | +22 | 67 | Bajnokok Ligája-csoportkör         |
| 5.    | Leicester City (C)         | 38 | 20 | 6  | 12 | 68 | 50 | +18 | 66 | Európa-liga-csoportkör             |
| 6.    | West Ham United            | 38 | 19 | 8  | 11 | 62 | 47 | +15 | 65 | Európa-liga 2. selejtezőkör        |
| 7.    | Tottenham Hotspur          | 38 | 18 | 8  | 12 | 68 | 45 | +23 | 62 | Európa Konferencia Liga, rájátszás |
| 8.    | Arsenal                    | 38 | 18 | 7  | 13 | 55 | 39 | +16 | 61 |                                    |
| 9.    | Leeds United Ú             | 38 | 18 | 5  | 15 | 62 | 54 | +8  | 59 |                                    |
| 10.   | Everton                    | 38 | 17 | 8  | 13 | 47 | 48 | −1  | 59 |                                    |
| 11.   | Aston Villa                | 38 | 16 | 7  | 15 | 55 | 46 | +9  | 55 |                                    |
| 12.   | Newcastle United           | 38 | 12 | 9  | 17 | 46 | 62 | −16 | 45 |                                    |
| 13.   | Wolverhampton Wanderers    | 38 | 12 | 9  | 17 | 36 | 52 | −16 | 45 |                                    |
| 14.   | Crystal Palace             | 38 | 12 | 8  | 18 | 41 | 66 | −25 | 44 |                                    |
| 15.   | Southampton                | 38 | 12 | 7  | 19 | 47 | 68 | −21 | 43 |                                    |
| 16.   | Brighton & Hove Albion     | 38 | 9  | 14 | 15 | 40 | 46 | −6  | 41 |                                    |
| 17.   | Burnley                    | 38 | 10 | 9  | 19 | 33 | 55 | −22 | 39 |                                    |
| 18.   | Fulham Ú (K)               | 38 | 5  | 13 | 20 | 27 | 53 | −26 | 28 | Kiesik az EFL Championshipbe       |
| 19.   | West Bromwich Albion Ú (K) | 38 | 5  | 11 | 22 | 35 | 76 | −41 | 26 | Kiesik az EFL Championshipbe       |
| 20.   | Sheffield United (K)       | 38 | 7  | 2  | 29 | 20 | 63 | −43 | 23 | Kiesik az EFL Championshipbe       |

#### Helyezések fordulónként
| Forduló  | 1.  | 2.  | 3.  | 4.  | 5.  | 6.  | 7.  | 8.  | 9.  | 10. | 11. | 12. | 13. | 14. | 15. | 16. | 17. | 18. | 19. |
| -------- | --- | --- | --- | --- | --- | --- | --- | --- | --- | --- | --- | --- | --- | --- | --- | --- | --- | --- | --- |
| Helyszín | O   | I   | O   | I   | I   | O   | O   | I   | O   | I   | O   | I   | O   | I   | O   | I   | I   | O   | O   |
| Eredmény | GY  | GY  | GY  | V   | D   | GY  | GY  | D   | GY  | D   | GY  | D   | GY  | GY  | D   | D   | V   | D   | V   |
| Helyezés | 6.  | 4.  | 2.  | 5.  | 3.  | 2.  | 1.  | 3.  | 2.  | 2.  | 2.  | 2.  | 1.  | 1.  | 1.  | 1.  | 3.  | 5.  | 4.  |
| Forduló  | 20. | 21. | 22. | 23. | 24. | 25. | 26. | 27. | 28. | 29. | 30. | 31. | 32. | 33. | 34. | 35. | 36. | 37. | 38. |
| Helyszín | I   | I   | O   | O   | I   | O   | I   | O   | I   | O   | I   | O   | I   | O   | I   | O   | I   | I   | O   |
| Eredmény | GY  | GY  | V   | V   | V   | V   | GY  | V   | V   | GY  | GY  | GY  | D   | D   | GY  | GY  | GY  | GY  | GY  |
| Helyezés | 4.  | 3.  | 4.  | 4.  | 6.  | 7.  | 7.  | 8.  | 8.  | 8.  | 7.  | 6.  | 6.  | 6.  | 6.  | 5.  | 5.  | 4.  | 3.  |

Magyarázat
- GY: Győzelem       D: Döntetlen       V: Vereség

#### Szerzett pontok ellenfelenként
Az alábbi táblázatban láthatóak a Liverpool megszerzett pontjai, ellenfelenként bontva.
| Ellenfél                | Eredmény | Eredmény  | Pont |
| Ellenfél                | Otthon   | Idegenben | Pont |
| ----------------------- | -------- | --------- | ---- |
| Arsenal                 | 3 – 1    | 0 – 3     | 6    |
| Aston Villa             | 2 – 1    | 7 – 2     | 3    |
| Brighton & Hove Albion  | 0 – 1    | 1 – 1     | 1    |
| Burnley                 | 0 – 1    | 0 – 3     | 3    |
| Chelsea                 | 0 – 1    | 0 – 2     | 3    |
| Crystal Palace          | 2 – 0    | 0 – 7     | 6    |
| Everton                 | 0 – 2    | 2 – 2     | 1    |
| Fulham                  | 0 – 1    | 1 – 1     | 1    |
| Leeds United            | 4 – 3    | 1 – 1     | 4    |
| Leicester City          | 3 – 0    | 3 – 1     | 3    |
| Manchester City         | 1 – 4    | 1 – 1     | 1    |
| Manchester United       | 0 – 0    | 2 – 4     | 4    |
| Newcastle United        | 1 – 1    | 0 – 0     | 2    |
| Sheffield United        | 2 – 0    | 0 – 2     | 6    |
| Southampton             | 2 – 0    | 1 – 0     | 3    |
| Tottenham Hotspur       | 2 – 1    | 1 – 3     | 6    |
| West Bromwich Albion    | 1 – 1    | 2 – 1     | 4    |
| West Ham United         | 2 – 1    | 1 – 3     | 6    |
| Wolverhampton Wanderers | 4 – 0    | 0 – 1     | 6    |

#### Mérkőzések
| 1. forduló 2020. szeptember 12. 17:30 (BST) |

| Liverpool | 4 – 3   | Leeds United |
| --------- | ------- | ------------ |
|           | (3 – 2) |              |

| Anfield, Liverpool |

| 2. forduló 2020. szeptember 20. 16:30 (BST) |

| Chelsea | 0 – 2   | Liverpool |
| ------- | ------- | --------- |
|         | (0 – 0) |           |

| Stamford Bridge, London |

| 3. forduló 2020. szeptember 28. 20:00 (BST) |

| Liverpool | 3 – 1   | Arsenal |
| --------- | ------- | ------- |
|           | (2 – 1) |         |

| Anfield, Liverpool |

| 1. forduló 2020. szeptember 12. 17:30 (BST) |

| Liverpool | 4 – 3   | Leeds United |
| --------- | ------- | ------------ |
|           | (3 – 2) |              |

| Anfield, Liverpool |

| 2. forduló 2020. szeptember 20. 16:30 (BST) |

| Chelsea | 0 – 2   | Liverpool |
| ------- | ------- | --------- |
|         | (0 – 0) |           |

| Stamford Bridge, London |

| 3. forduló 2020. szeptember 28. 20:00 (BST) |

| Liverpool | 3 – 1   | Arsenal |
| --------- | ------- | ------- |
|           | (2 – 1) |         |

| Anfield, Liverpool |

| 4. forduló 2020. október 4. 19:15 (BST) |

| Aston Villa | 7 – 2   | Liverpool |
| ----------- | ------- | --------- |
|             | (4 – 1) |           |

| Villa Park, Birmingham |

| 5. forduló 2020. október 17. 12:30 (BST) |

| Everton | 2 – 2   | Liverpool |
| ------- | ------- | --------- |
|         | (1 – 1) |           |

| Goodison Park, Liverpool |

| 6. forduló 2020. október 24. 21:00 (BST) |

| Liverpool | 2 – 1   | Sheffield United |
| --------- | ------- | ---------------- |
|           | (1 – 1) |                  |

| Anfield, Liverpool |

| 7. forduló 2020. október 31. 18:30 (WET) |

| Liverpool | 2 – 1   | West Ham United |
| --------- | ------- | --------------- |
|           | (1 – 1) |                 |

| Anfield, Liverpool |

| 4. forduló 2020. október 4. 19:15 (BST) |

| Aston Villa | 7 – 2   | Liverpool |
| ----------- | ------- | --------- |
|             | (4 – 1) |           |

| Villa Park, Birmingham |

| 5. forduló 2020. október 17. 12:30 (BST) |

| Everton | 2 – 2   | Liverpool |
| ------- | ------- | --------- |
|         | (1 – 1) |           |

| Goodison Park, Liverpool |

| 6. forduló 2020. október 24. 21:00 (BST) |

| Liverpool | 2 – 1   | Sheffield United |
| --------- | ------- | ---------------- |
|           | (1 – 1) |                  |

| Anfield, Liverpool |

| 7. forduló 2020. október 31. 18:30 (WET) |

| Liverpool | 2 – 1   | West Ham United |
| --------- | ------- | --------------- |
|           | (1 – 1) |                 |

| Anfield, Liverpool |

| 8. forduló 2020. november 8. 17:30 (WET) |

| Manchester City | 1 – 1   | Liverpool |
| --------------- | ------- | --------- |
|                 | (1 – 1) |           |

| Etihad, Manchester |

| 9. forduló 2020. november 22. 20:15 (WET) |

| Liverpool | 3 – 0   | Leicester City |
| --------- | ------- | -------------- |
|           | (2 – 0) |                |

| Anfield, Liverpool |

| 10. forduló 2020. november 28. 13:30 (WET) |

| Brighton & Hove Albion | 1 – 1   | Liverpool |
| ---------------------- | ------- | --------- |
|                        | (0 – 0) |           |

| Amex, Brighton |

| 8. forduló 2020. november 8. 17:30 (WET) |

| Manchester City | 1 – 1   | Liverpool |
| --------------- | ------- | --------- |
|                 | (1 – 1) |           |

| Etihad, Manchester |

| 9. forduló 2020. november 22. 20:15 (WET) |

| Liverpool | 3 – 0   | Leicester City |
| --------- | ------- | -------------- |
|           | (2 – 0) |                |

| Anfield, Liverpool |

| 10. forduló 2020. november 28. 13:30 (WET) |

| Brighton & Hove Albion | 1 – 1   | Liverpool |
| ---------------------- | ------- | --------- |
|                        | (0 – 0) |           |

| Amex, Brighton |

| 11. forduló 2020. december 6. 20:15 (WET) |

| Liverpool | 4 – 0   | Wolverhampton Wanderers |
| --------- | ------- | ----------------------- |
|           | (1 – 0) |                         |

| Anfield, Liverpool |

| 12. forduló 2020. december 13. 16:30 (WET) |

| Fulham | 1 – 1   | Liverpool |
| ------ | ------- | --------- |
|        | (1 – 0) |           |

| Craven Cottage, London |

| 13. forduló 2020. december 16. 20:00 (WET) |

| Liverpool | 2 – 1   | Tottenham Hotspur |
| --------- | ------- | ----------------- |
|           | (1 – 1) |                   |

| Anfield, Liverpool |

| 14. forduló 2020. december 19. 12:30 (WET) |

| Crystal Palace | 0 – 7   | Liverpool |
| -------------- | ------- | --------- |
|                | (0 – 3) |           |

| Selhurst Park, London |

| 15. forduló 2020. december 27. 16:30 (WET) |

| Liverpool | 1 – 1   | West Bromwich Albion |
| --------- | ------- | -------------------- |
|           | (1 – 0) |                      |

| Anfield, Liverpool |

| 16. forduló 2020. december 30. 20:00 (WET) |

| Newcastle United | 0 – 0   | Liverpool |
| ---------------- | ------- | --------- |
|                  | (0 – 0) |           |

| Sports Direct Arena, Newcastle upon Tyne |

| 11. forduló 2020. december 6. 20:15 (WET) |

| Liverpool | 4 – 0   | Wolverhampton Wanderers |
| --------- | ------- | ----------------------- |
|           | (1 – 0) |                         |

| Anfield, Liverpool |

| 12. forduló 2020. december 13. 16:30 (WET) |

| Fulham | 1 – 1   | Liverpool |
| ------ | ------- | --------- |
|        | (1 – 0) |           |

| Craven Cottage, London |

| 13. forduló 2020. december 16. 20:00 (WET) |

| Liverpool | 2 – 1   | Tottenham Hotspur |
| --------- | ------- | ----------------- |
|           | (1 – 1) |                   |

| Anfield, Liverpool |

| 14. forduló 2020. december 19. 12:30 (WET) |

| Crystal Palace | 0 – 7   | Liverpool |
| -------------- | ------- | --------- |
|                | (0 – 3) |           |

| Selhurst Park, London |

| 15. forduló 2020. december 27. 16:30 (WET) |

| Liverpool | 1 – 1   | West Bromwich Albion |
| --------- | ------- | -------------------- |
|           | (1 – 0) |                      |

| Anfield, Liverpool |

| 16. forduló 2020. december 30. 20:00 (WET) |

| Newcastle United | 0 – 0   | Liverpool |
| ---------------- | ------- | --------- |
|                  | (0 – 0) |           |

| Sports Direct Arena, Newcastle upon Tyne |

| 17. forduló 2021. január 4. 20:00 (WET) |

| Southampton | 1 – 0   | Liverpool |
| ----------- | ------- | --------- |
|             | (1 – 0) |           |

| Etihad, Southampton |

| 18. forduló 2021. január 17. 16:30 (WET) |

| Liverpool | 0 – 0   | Manchester United |
| --------- | ------- | ----------------- |
|           | (0 – 0) |                   |

| Anfield, Liverpool |

| 19. forduló 2021. január 21. 20:00 (WET) |

| Liverpool | 0 – 1   | Burnley |
| --------- | ------- | ------- |
|           | (0 – 0) |         |

| Anfield, Liverpool |

| 20. forduló 2021. január 28. 20:00 (WET) |

| Tottenham Hotspur | 1 – 3   | Liverpool |
| ----------------- | ------- | --------- |
|                   | (0 – 1) |           |

| White Hart Lane, London |

| 21. forduló 2021. január 31. 16:30 (WET) |

| West Ham United | 1 – 3   | Liverpool |
| --------------- | ------- | --------- |
|                 | (0 – 0) |           |

| London Stadion, London |

| 17. forduló 2021. január 4. 20:00 (WET) |

| Southampton | 1 – 0   | Liverpool |
| ----------- | ------- | --------- |
|             | (1 – 0) |           |

| Etihad, Southampton |

| 18. forduló 2021. január 17. 16:30 (WET) |

| Liverpool | 0 – 0   | Manchester United |
| --------- | ------- | ----------------- |
|           | (0 – 0) |                   |

| Anfield, Liverpool |

| 19. forduló 2021. január 21. 20:00 (WET) |

| Liverpool | 0 – 1   | Burnley |
| --------- | ------- | ------- |
|           | (0 – 0) |         |

| Anfield, Liverpool |

| 20. forduló 2021. január 28. 20:00 (WET) |

| Tottenham Hotspur | 1 – 3   | Liverpool |
| ----------------- | ------- | --------- |
|                   | (0 – 1) |           |

| White Hart Lane, London |

| 21. forduló 2021. január 31. 16:30 (WET) |

| West Ham United | 1 – 3   | Liverpool |
| --------------- | ------- | --------- |
|                 | (0 – 0) |           |

| London Stadion, London |

| 22. forduló 2021. február 3. 20:15 (WET) |

| Liverpool | 0 – 1   | Brighton & Hove Albion |
| --------- | ------- | ---------------------- |
|           | (0 – 0) |                        |

| Anfield, Liverpool |

| 23. forduló 2021. február 7. 16:30 (WET) |

| Liverpool | 1 – 4   | Manchester City |
| --------- | ------- | --------------- |
|           | (0 – 0) |                 |

| Anfield, Liverpool |

| 24. forduló 2021. február 13. 12:30 (WET) |

| Leicester City | 3 – 1   | Liverpool |
| -------------- | ------- | --------- |
|                | (0 – 0) |           |

| King Power Stadion, Leicester |

| 25. forduló 2021. február 20. 16:30 (WET) |

| Liverpool | 0 – 2   | Everton |
| --------- | ------- | ------- |
|           | (0 – 1) |         |

| Anfield, Liverpool |

| 26. forduló 2021. február 28. 19:15 (WET) |

| Sheffield United | 0 – 2   | Liverpool |
| ---------------- | ------- | --------- |
|                  | (0 – 0) |           |

| Bramall Lane, Sheffield |

| 22. forduló 2021. február 3. 20:15 (WET) |

| Liverpool | 0 – 1   | Brighton & Hove Albion |
| --------- | ------- | ---------------------- |
|           | (0 – 0) |                        |

| Anfield, Liverpool |

| 23. forduló 2021. február 7. 16:30 (WET) |

| Liverpool | 1 – 4   | Manchester City |
| --------- | ------- | --------------- |
|           | (0 – 0) |                 |

| Anfield, Liverpool |

| 24. forduló 2021. február 13. 12:30 (WET) |

| Leicester City | 3 – 1   | Liverpool |
| -------------- | ------- | --------- |
|                | (0 – 0) |           |

| King Power Stadion, Leicester |

| 25. forduló 2021. február 20. 16:30 (WET) |

| Liverpool | 0 – 2   | Everton |
| --------- | ------- | ------- |
|           | (0 – 1) |         |

| Anfield, Liverpool |

| 26. forduló 2021. február 28. 19:15 (WET) |

| Sheffield United | 0 – 2   | Liverpool |
| ---------------- | ------- | --------- |
|                  | (0 – 0) |           |

| Bramall Lane, Sheffield |

| 27. forduló 2021. március 4. 20:15 (WET) |

| Liverpool | 0 – 1   | Chelsea |
| --------- | ------- | ------- |
|           | (0 – 1) |         |

| Anfield, Liverpool |

| 28. forduló 2021. március 7. 14:00 (WET) |

| Liverpool | 0 – 1   | Fulham |
| --------- | ------- | ------ |
|           | (0 – 1) |        |

| Anfield, Liverpool |

| 29. forduló 2021. március 15. 20:00 (WET) |

| Wolverhampton Wanderers | 0 – 1   | Liverpool |
| ----------------------- | ------- | --------- |
|                         | (0 – 1) |           |

| Molineux Stadion, Wolverhampton |

| 27. forduló 2021. március 4. 20:15 (WET) |

| Liverpool | 0 – 1   | Chelsea |
| --------- | ------- | ------- |
|           | (0 – 1) |         |

| Anfield, Liverpool |

| 28. forduló 2021. március 7. 14:00 (WET) |

| Liverpool | 0 – 1   | Fulham |
| --------- | ------- | ------ |
|           | (0 – 1) |        |

| Anfield, Liverpool |

| 29. forduló 2021. március 15. 20:00 (WET) |

| Wolverhampton Wanderers | 0 – 1   | Liverpool |
| ----------------------- | ------- | --------- |
|                         | (0 – 1) |           |

| Molineux Stadion, Wolverhampton |

| 30. forduló 2021. április 3. 15:00 (WEST) |

| Arsenal | 0 – 3   | Liverpool |
| ------- | ------- | --------- |
|         | (0 – 0) |           |

| Emirates, London |

| 31. forduló 2021. április 10. 15:00 (WEST) |

| Liverpool | 2 – 1   | Aston Villa |
| --------- | ------- | ----------- |
|           | (0 – 1) |             |

| Anfield, Liverpool |

| 32. forduló 2021. április 19. 20:00 (WEST) |

| Leeds United | 1 – 1   | Liverpool |
| ------------ | ------- | --------- |
|              | (0 – 1) |           |

| Elland Road, Leeds |

| 33. forduló 2021. április 24. 12:30 (WEST) |

| Liverpool | 1 – 1   | Newcastle United |
| --------- | ------- | ---------------- |
|           | (1 – 0) |                  |

| Anfield, Liverpool |

| 30. forduló 2021. április 3. 15:00 (WEST) |

| Arsenal | 0 – 3   | Liverpool |
| ------- | ------- | --------- |
|         | (0 – 0) |           |

| Emirates, London |

| 31. forduló 2021. április 10. 15:00 (WEST) |

| Liverpool | 2 – 1   | Aston Villa |
| --------- | ------- | ----------- |
|           | (0 – 1) |             |

| Anfield, Liverpool |

| 32. forduló 2021. április 19. 20:00 (WEST) |

| Leeds United | 1 – 1   | Liverpool |
| ------------ | ------- | --------- |
|              | (0 – 1) |           |

| Elland Road, Leeds |

| 33. forduló 2021. április 24. 12:30 (WEST) |

| Liverpool | 1 – 1   | Newcastle United |
| --------- | ------- | ---------------- |
|           | (1 – 0) |                  |

| Anfield, Liverpool |

| 35. forduló 2021. május 8. 20:15 (WEST) |

| Liverpool | 2 – 0   | Southampton |
| --------- | ------- | ----------- |
|           | (1 – 0) |             |

| Anfield, Liverpool |

| 34. forduló 2021. május 13. 20:15 (WEST) halasztott mérkőzés |

| Manchester United | 2 – 4   | Liverpool |
| ----------------- | ------- | --------- |
|                   | (1 – 2) |           |

| Old Trafford, Manchester |

| 36. forduló 2021. május 16. 16:30 (WEST) |

| West Bromwich Albion | –   | Liverpool |
| -------------------- | --- | --------- |
|                      | (–) |           |

| The Hawthorns, West Bromwich |

| 37. forduló 2021. május 19. 20:15 (WEST) |

| Burnley | 0 – 3   | Liverpool |
| ------- | ------- | --------- |
|         | (0 – 1) |           |

| Turf Moor, Burnley |

| 38. forduló 2021. május 23. 16:00 (WEST) |

| Liverpool | 2 – 0   | Crystal Palace |
| --------- | ------- | -------------- |
|           | (1 – 0) |                |

| Anfield, Liverpool |

| 35. forduló 2021. május 8. 20:15 (WEST) |

| Liverpool | 2 – 0   | Southampton |
| --------- | ------- | ----------- |
|           | (1 – 0) |             |

| Anfield, Liverpool |

| 34. forduló 2021. május 13. 20:15 (WEST) halasztott mérkőzés |

| Manchester United | 2 – 4   | Liverpool |
| ----------------- | ------- | --------- |
|                   | (1 – 2) |           |

| Old Trafford, Manchester |

| 36. forduló 2021. május 16. 16:30 (WEST) |

| West Bromwich Albion | –   | Liverpool |
| -------------------- | --- | --------- |
|                      | (–) |           |

| The Hawthorns, West Bromwich |

| 37. forduló 2021. május 19. 20:15 (WEST) |

| Burnley | 0 – 3   | Liverpool |
| ------- | ------- | --------- |
|         | (0 – 1) |           |

| Turf Moor, Burnley |

| 38. forduló 2021. május 23. 16:00 (WEST) |

| Liverpool | 2 – 0   | Crystal Palace |
| --------- | ------- | -------------- |
|           | (1 – 0) |                |

| Anfield, Liverpool |

### Angol kupa

#### Mérkőzések
| 2021. január 8. 19:45 (WET) |

| Aston Villa | 1 – 4   | Liverpool |
| ----------- | ------- | --------- |
|             | (1 – 1) |           |

| Villa Park, Birmingham |

| 2021. január 8. 19:45 (WET) |

| Aston Villa | 1 – 4   | Liverpool |
| ----------- | ------- | --------- |
|             | (1 – 1) |           |

| Villa Park, Birmingham |

| 2021. január 24. 17:00 (WET) |

| Manchester United | 3 – 2   | Liverpool |
| ----------------- | ------- | --------- |
|                   | (1 – 1) |           |

| Old Trafford, Manchester |

| 2021. január 24. 17:00 (WET) |

| Manchester United | 3 – 2   | Liverpool |
| ----------------- | ------- | --------- |
|                   | (1 – 1) |           |

| Old Trafford, Manchester |

### Angol ligakupa

#### Mérkőzések
| 2020. szeptember 24. 19:45 (WEST) |

| Lincoln City | 2 – 7   | Liverpool |
| ------------ | ------- | --------- |
|              | (0 – 4) |           |

| Sincil Bank, Lincoln |

| 2020. szeptember 24. 19:45 (WEST) |

| Lincoln City | 2 – 7   | Liverpool |
| ------------ | ------- | --------- |
|              | (0 – 4) |           |

| Sincil Bank, Lincoln |

| 2020. október 1. 19:45 (WEST) |

| Liverpool     | 0 – 0 (h. u.) | Arsenal |
| ------------- | ------------- | ------- |
|               | (0 – 0)       |         |
| Büntetőpárbaj |               |         |
|               | 4 – 5         |         |

| Anfield, Liverpool |

| 2020. október 1. 19:45 (WEST) |

| Liverpool     | 0 – 0 (h. u.) | Arsenal |
| ------------- | ------------- | ------- |
|               | (0 – 0)       |         |
| Büntetőpárbaj |               |         |
|               | 4 – 5         |         |

| Anfield, Liverpool |

### Angol szuperkupa
| 2020. augusztus 29. 17:30 (WEST) |

| Arsenal                                            | 1 – 1   | Liverpool                              |
| -------------------------------------------------- | ------- | -------------------------------------- |
| Aubameyang 12'                                     | (1 – 0) | Minamino 73' Milner 57'                |
| Büntetőpárbaj                                      |         |                                        |
| Nelson Maitland-Niles Soares David Luiz Aubameyang | 5 – 4   | Szaláh Fabinho Brewster Minamino Jones |

| Wembley Stadion, London Nézőszám: zárt kapus mérkőzés Játékvezető: Andre Marriner |

### Bajnokok Ligája

#### Mérkőzések
| Hely. | Csapat      | M | Gy | D | V | G+ | G– | Gk | P  | Továbbjutás                                |  | LIV | ATA | AJX | MID |
| ----- | ----------- | - | -- | - | - | -- | -- | -- | -- | ------------------------------------------ |  | --- | --- | --- | --- |
| 1.    | Liverpool   | 6 | 4  | 1 | 1 | 10 | 3  | +7 | 13 | Továbbjutott az egyenes kieséses szakaszba |  | —   | 0–2 | 1–0 | 2–0 |
| 2.    | Atalanta    | 6 | 3  | 2 | 1 | 10 | 8  | +2 | 11 | Továbbjutott az egyenes kieséses szakaszba |  | 0–5 | —   | 2–2 | 1–1 |
| 3.    | Ajax        | 6 | 2  | 1 | 3 | 7  | 7  | 0  | 7  | Átkerült az Európa-ligába                  |  | 0–1 | 0–1 | —   | 3–1 |
| 4.    | Midtjylland | 6 | 0  | 2 | 4 | 4  | 13 | −9 | 2  |                                            |  | 1–1 | 0–4 | 1–2 | —   |

| 2020. október 21. 21:00 (CEST) |

| Ajax | 0 – 1   | Liverpool |
| ---- | ------- | --------- |
|      | (0 – 1) |           |

| Johan Cruijff Arena, Amszterdam |

| 2020. október 27. 20:00 (WET) |

| Liverpool | 2 – 0   | Midtjylland |
| --------- | ------- | ----------- |
|           | (0 – 0) |             |

| Anfield, Liverpool |

| 2020. november 3. 21:00 (CET) |

| Atalanta | 0 – 5   | Liverpool |
| -------- | ------- | --------- |
|          | (0 – 2) |           |

| Atleti Azzurri d’Italia Stadion, Bergamo |

| 2020. november 25. 20:00 (WET) |

| Liverpool | 0 – 2   | Atalanta |
| --------- | ------- | -------- |
|           | (0 – 0) |          |

| Anfield, Liverpool |

| 2020. december 1. 20:00 (WET) |

| Liverpool | 1 – 0   | Ajax |
| --------- | ------- | ---- |
|           | (0 – 0) |      |

| Anfield, Liverpool |

| 2020. december 9. 21:00 (CET) |

| Midtjylland | 1 – 1   | Liverpool |
| ----------- | ------- | --------- |
|             | (0 – 1) |           |

| MCH Arena, Herning |

| 2020. október 21. 21:00 (CEST) |

| Ajax | 0 – 1   | Liverpool |
| ---- | ------- | --------- |
|      | (0 – 1) |           |

| Johan Cruijff Arena, Amszterdam |

| 2020. október 27. 20:00 (WET) |

| Liverpool | 2 – 0   | Midtjylland |
| --------- | ------- | ----------- |
|           | (0 – 0) |             |

| Anfield, Liverpool |

| 2020. november 3. 21:00 (CET) |

| Atalanta | 0 – 5   | Liverpool |
| -------- | ------- | --------- |
|          | (0 – 2) |           |

| Atleti Azzurri d’Italia Stadion, Bergamo |

| 2020. november 25. 20:00 (WET) |

| Liverpool | 0 – 2   | Atalanta |
| --------- | ------- | -------- |
|           | (0 – 0) |          |

| Anfield, Liverpool |

| 2020. december 1. 20:00 (WET) |

| Liverpool | 1 – 0   | Ajax |
| --------- | ------- | ---- |
|           | (0 – 0) |      |

| Anfield, Liverpool |

| 2020. december 9. 21:00 (CET) |

| Midtjylland | 1 – 1   | Liverpool |
| ----------- | ------- | --------- |
|             | (0 – 1) |           |

| MCH Arena, Herning |

| 2021. február 16. 21:00 (CET) 1. mérkőzés |

| RB Leipzig | 0 – 2               | Liverpool           |
| ---------- | ------------------- | ------------------- |
|            | (0 – 0) Jegyzőkönyv | Szaláh 53' Mané 58' |

| Puskás Aréna, Budapest Nézőszám: zárt kapus mérkőzés Játékvezető: Slavko Vinčić |

| 2021. március 10. 21:00 (CET) 2. mérkőzés |

| Liverpool           | 2 – 0               | RB Leipzig |
| ------------------- | ------------------- | ---------- |
| Szaláh 70' Mané 74' | (0 – 0) Jegyzőkönyv |            |

| Puskás Aréna, Budapest Nézőszám: zárt kapus mérkőzés Játékvezető: Clément Turpin |

| 2021. február 16. 21:00 (CET) 1. mérkőzés |

| RB Leipzig | 0 – 2               | Liverpool           |
| ---------- | ------------------- | ------------------- |
|            | (0 – 0) Jegyzőkönyv | Szaláh 53' Mané 58' |

| Puskás Aréna, Budapest Nézőszám: zárt kapus mérkőzés Játékvezető: Slavko Vinčić |

| 2021. március 10. 21:00 (CET) 2. mérkőzés |

| Liverpool           | 2 – 0               | RB Leipzig |
| ------------------- | ------------------- | ---------- |
| Szaláh 70' Mané 74' | (0 – 0) Jegyzőkönyv |            |

| Puskás Aréna, Budapest Nézőszám: zárt kapus mérkőzés Játékvezető: Clément Turpin |

| 2021. április 6. 21:00 (CEST) 1. mérkőzés |

| Real Madrid                  | 3 – 1               | Liverpool  |
| ---------------------------- | ------------------- | ---------- |
| Vinícius 27' 65' Asensio 34' | (2 – 0) Jegyzőkönyv | Szaláh 51' |

| Alfredo di Stéfano stadion, Madrid Nézőszám: zárt kapus mérkőzés Játékvezető: Felix Brych |

| 2021. április 14. 20:00 (WEST) 2. mérkőzés |

| Liverpool | 0 – 0               | Real Madrid |
| --------- | ------------------- | ----------- |
|           | (0 – 0) Jegyzőkönyv |             |

| Anfield, Liverpool Nézőszám: zárt kapus mérkőzés Játékvezető: Björn Kuipers |

| 2021. április 6. 21:00 (CEST) 1. mérkőzés |

| Real Madrid                  | 3 – 1               | Liverpool  |
| ---------------------------- | ------------------- | ---------- |
| Vinícius 27' 65' Asensio 34' | (2 – 0) Jegyzőkönyv | Szaláh 51' |

| Alfredo di Stéfano stadion, Madrid Nézőszám: zárt kapus mérkőzés Játékvezető: Felix Brych |

| 2021. április 14. 20:00 (WEST) 2. mérkőzés |

| Liverpool | 0 – 0               | Real Madrid |
| --------- | ------------------- | ----------- |
|           | (0 – 0) Jegyzőkönyv |             |

| Anfield, Liverpool Nézőszám: zárt kapus mérkőzés Játékvezető: Björn Kuipers |

## Díjak

### A csapat díjai
A hónap, illetve a szezon játékosa (Standard Chartered Player of the Month, illetve Player of the Season): a főszponzor által kiosztott díj a legjobbnak ítélt játékosnak a szurkolók internetes szavazatai alapján.
| Hónap             | 2020. szeptember | 2020. október    | 2020. november |
| ----------------- | ---------------- | ---------------- | -------------- |
| A hónap játékosa  | Mané             | Jota             | Jota           |
| Hónap             | 2020. december   | 2021. január     | 2021. február  |
| A hónap játékosa  | Szaláh           | Szaláh           | Szaláh         |
| Hónap             | 2021. március    | 2021. április    | 2021. május    |
| A hónap játékosa  | Phillips         | Alexander-Arnold |                |
| A szezon játékosa | Mohamed Szaláh   | Mohamed Szaláh   | Mohamed Szaláh |

### Egyéb
Premier League
- A hónap gólja:  Mohamed Szaláh (1): január[10]